# Gekko
Gekko é um género de répteis escamados da família Gekkonidae. Bastante coloridos, encontram-se no Sudeste da Ásia e, apesar de algumas espécies serem comuns (Gekko gecko), algumas têm uma pequena área de distribuição e são consideradas raras ou ameaçadas.

## Espécies
- Gekko athymus Brown & Alcala, 1962
- Gekko auriverrucosus Zhou & Liu, 1982
- Gekko badenii Shcherbak & Nekrasova, 1994
- Gekko chinensis Gray, 1842
- Gekko ernstkelleri Rösler, Siler, Brown, Demegillo & Gaulke, 2006
- Gekko gecko (Linnaeus, 1758) - Geco tokay
- Gekko gigante Brown & Alcala, 1978
- Gekko grossmanni Günther, 1994
- Gekko hokouensis Pope, 1928
- Gekko japonicus (Schlegel, 1836)
- Gekko kikuchii Oshima, 1912
- Gekko mindorensis Taylor, 1919
- Gekko monarchus Schlegel, 1836
- Gekko palawanensis Taylor, 1925
- Gekko palmatus Boulenger, 1907
- Gekko petricolus Taylor, 1962
- Gekko porosus Taylor, 1922
- Gekko romblon Brown & Alcala, 1978
- Gekko scabridus Liu & Zhou, 1982
- Gekko scienciadventura Rösler, Ziegler, Vu, Herrmann & Böhme, 2004
- Gekko siamensis Grossmann & Ulber, 1990
- Gekko similignum Smith, 1923
- Gekko smithii Gray, 1842
- Gekko subpalmatus Günther, 1864
- Gekko swinhonis Swinhoe, 1863
- Gekko taibaiensis Song, 1985
- Gekko tawaensis Okada, 1956
- Gekko taylori Ota & Nabhitabhata, 1991
- Gekko ulikovskii Darevsky & Orlov, 1994 - Geco dorato
- Gekko verreauxi Tytler, 1865 o Gekko auratus
- Gekko vittatus Houttuyn, 1782
- Gekko yakuensis Matsui & Okada, 1968